# El Palau d'Anglesola
El Palau d'Anglesola è un comune spagnolo di 1 685 abitanti situato nella comunità autonoma della Catalogna.